# Paulo Rodrigues Barcelos
Paulo Rodrigues Barcelos (Uberaba, 10 de maio de 1960) é um ex-futebolista brasileiro que atuava como volante.

## História
Iniciou sua carreira no Nacional de Uberaba, clube onde jogou entre 1981 a 1985, com uma passagem por empréstimo ao América-MG em 1983.
Foi vendido para o Botafogo de Ribeirão Preto, jogando em 1986 e 1987, ano que o Botafogo surpreendeu e foi o segundo colocado da primeira fase do Paulista. No Botafogo, Paulo atuou ao lado de craques como Raí e Mário Sérgio, dentre outros.
Em 1988, foi para o Bahia. No clube, Paulo Rodrigues iniciou a campanha do Brasileiro de 1988 na reserva de Sales, volante oriundo da base tricolor, mas logo assumiu a titularidade e não saiu mais, formando um meio inesquecível com Gil Sergipano, Bobô e Zé Carlos. Foi fundamental na conquista do bi-Campeonato Brasileiro em 1988.
Em 1990, formou outro meio-campo de respeito ao lado de Gil Sergipano e Luís Henrique, no time que foi terceiro lugar no Brasileiro daquele ano. No Bahia, Paulo herdou a 5 de Baiaco, volante do hepta e um dos maiores ídolos da história tricolor, e foi precedido nos anos 80 por Helinho e Paulo Martins.
Na opinião de Evaristo Macedo, treinador do Bahia em 1988 e 1989, Paulo Rodrigues foi o melhor jogador treinado por ele. Paulo era um volante de marcação implacável, mas sua melhor característica era a qualidade com a bola no pé, fazia a transição da defesa para o ataque com rara precisão e ainda chegava na entrada da área adversária para concluir a gol. Por muitas vezes, caía pelo lado direito do campo, se tornando um importante elemento surpresa no ataque tricolor.
Para muitos, Paulo Rodrigues jogava de terno e foi injustiçado por não ter tido oportunidade na seleção brasileira que disputou a Copa de 1990, após tudo que fez na meiuca do Bahia em 1988, quando ganhou a Bola de Prata da Placar como o melhor jogador da posição de volante.
Além do título de campeão brasileiro de 1988, Paulo ainda conquistou pelo Bahia os títulos baianos de 1988 e 1991. Ao todo Paulo Rodrigues jogou 111 partidas pelo Bahia, marcando 2 gols, permanecendo no clube até o fim de 1992.
Depois do Bahia teve breves passagens pelo Bragantino e São Caetano, indo posteriormente para o Tokyo Verdy do Japão, onde permaneceu até 1994.
No Tokyo Verdy, Paulo Rodrigues conquistou o título da J-League de 1993 em cima do Kashima Antlers do consagrado craque Zico, estrela máxima do futebol japonês, e Alcindo, cabendo a Paulo marcar Zico na final.
Paulo Rodrigues encerrou sua carreira em 1994 e hoje vive em Uberaba onde mantém uma escolinha de futebol.
Em 2020, Paulo leiloou a Bola de Prata para ajudar pessoas impactadas pela pandemia do coronavírus.

## Títulos
Bahia
- Campeonato Baiano de Futebol[13]: 1988 e 1991
- Campeonato Brasileiro de Futebol[14]: 1988

Tokyo Verdy
- J-League: 1993
- Copa Nabisco: 1993

#### Prêmios individuais
- Bola de Prata (Volante)[15]: 1988